# Coupe d'Europe des lancers
La Coupe d'Europe des lancers (Coupe d'Europe hivernale des lancers jusqu'en 2016) est une compétition d'athlétisme, exclusivement réservée aux épreuves de lancers et qui se déroule en hiver (pour tenir compte du fait que la saison en salle ne permet pas de faire effectuer des compétitions de lancers). Elle est organisée par l'Association européenne d'athlétisme (EAA).
L'édition 2020 est annulée par l'EAA, en raison de la pandémie de Covid-19.

## Éditions
| #   | Année | Lieu        | Date            |
| --- | ----- | ----------- | --------------- |
| 1re | 2001  | Nice        | 17–18 mars 2001 |
| 2e  | 2002  | Pula        | 9–10 mars 2002  |
| 3e  | 2003  | Gioia Tauro | 13–14 mars 2003 |
| 4e  | 2004  | Marsa       | 13–14 mars 2004 |
| 5e  | 2005  | Mersin      | 12–13 mars 2005 |
| 6e  | 2006  | Tel-Aviv    | 18–19 mars 2006 |
| 7e  | 2007  | Yalta       | 17–18 mars 2007 |
| 8e  | 2008  | Split       | 15–16 mars 2008 |
| 9e  | 2009  | Tenerife    | 14–15 mars 2009 |
| 10e | 2010  | Arles       | 20–21 mars 2010 |
| 11e | 2011  | Sofia       | 19–20 mars 2011 |

| #   | Année | Lieu       | Date            |
| --- | ----- | ---------- | --------------- |
| 12e | 2012  | Bar        | 17–18 mars 2012 |
| 13e | 2013  | Castellón  | 16–17 mars 2013 |
| 14e | 2014  | Leiria     | 15–16 mars 2014 |
| 15e | 2015  | Leiria     | 14–15 mars 2015 |
| 16e | 2016  | Arad       | 12–13 mars 2016 |
| 17e | 2017  | Las Palmas | 11–12 mars 2017 |
| 18e | 2018  | Leiria     | 10–11 mars 2018 |
| 19e | 2019  | Šamorín    | 9–10 mars 2019  |
| —   | 2020  | Leiria     | 14–15 mars 2020 |
| 20e | 2021, | Split      | 8–9 mai 2021    |
| 21e | 2022  | Leiria     | 12–13 mars 2022 |

| #   | Année | Lieu    | Date            |
| --- | ----- | ------- | --------------- |
| 22e | 2023  | Leiria  | 11–12 mars 2023 |
| 23e | 2024  | Leiria  | 9–10 mars 2024  |
| 24e | 2025  | Nicosie | 15–16 mars 2025 |

## Tableau des médailles
| Rang  | Nation | Or | Argent | Bronze | Total |
| ----- | ------ | -- | ------ | ------ | ----- |
| 1     |        |    |        |        |       |
| 2     |        |    |        |        |       |
| 3     |        |    |        |        |       |
| 4     |        |    |        |        |       |
| 5     |        |    |        |        |       |
| 6     |        |    |        |        |       |
| 7     |        |    |        |        |       |
| 8     |        |    |        |        |       |
| 9     |        |    |        |        |       |
| 10    |        |    |        |        |       |
| Total | Total  | 0  | 0      | 0      | 0     |